# Natasha Neri
Natasha Elbas Neri es una directora de cine e investigadora sobre derechos humanos y justicia penal brasileña. En 2018, dirigió el documental Auto de Resistência (Letal en español) junto con el director de fotografía Lula Carvalho. La película, basada en una investigación de Neri, describe las diferentes fases de la tramitación de varios casos en los que murieron personas en supuestos enfrentamientos con la policía de Río de Janeiro, los llamados "autos de resistencia".

## Trayectoria
Neri se graduó en comunicación social en la Pontificia Universidad Católica de Río Grande del Sur en 2006, y en 2009 cursó un Master en Sociología con especialización en Antropología en el Programa de Posgrado en Sociología y Antropología (PPGSA) de la Universidad Federal de Río de Janeiro. Trabajó como investigadora en el Centro de Estudios de Ciudadanía, Conflicto y Violencia Urbana (NECVU) de la Universidad Federal de Río de Janeiro entre 2007 y 2012.
Ha dedicado diez años a la investigación de las muertes provocadas por la policía y es coautora de un libro y un documental sobre el tema. En octubre de 2018, el documental Auto de Resistência se proyectó en el Día Internacional de la No Violencia en la Casa de las Naciones Unidas en Brasilia (DF) como parte del cine-debate promovido por la Campanha Vidas Negras. Un año más tarde, en octubre de 2019, el mismo documental se presentó en el Festival Internacional de Derechos Humanos de Nuremberg (Alemania).

## Obra
Publicaciones
- 2013 – Quanto a Polícia Mata: Homicídios por Autos de Resistência no Rio de Janeiro (2001-2011). Rio de Janeiro: Booklink. Varias autoras: Michel Misse, Carolina Christoph Grillo, César Pinheiro Teixeira, Natasha Elbas Néri. ISBN 978-85-7729-138-0.[11][12]
- 2014 – Letalidade policial e indiferença legal: A apuração judiciária dos ‘autos de resistência' no Rio de Janeiro (2001-2011). Varias autoras: Michel Misse, Carolina Christoph Grillo, Natasha Elbas Neri.[13]

Filmografia
- 2018 – Auto de Resistência. Documental. Codirigido junto a Lula Carvalho.[3][5][14][15][16]

## Reconocimientos
En 2018, el mismo año de su estreno, el documental Auto de Resistência, codirigido por Neri y Lula Carvalho, fue elegido por el jurado oficial del festival É Tudo Verdade (São Paulo) como mejor largometraje documental brasileño.